# 大澤寺 (牧之原市)
大澤寺（だいたくじ）は、静岡県牧之原市にある真宗大谷派の寺院。山号は釘浦山（ていほざん）。山号は釘ケ浦の地名から。

## 沿革
開山は近江安土の釋浄了（今井権七）。 出家前は安土武佐の広済寺（現：本願寺派）に帰依していた。
永禄元年（1558年）に、権七は浄了として出家し、三河碧海郡赤松の本楽寺にいた叔父の祐寿とともに遠州城飼郡（城東郡）段平尾（現：菊川、内田）の耳川橋の南に本楽寺を創建。
天正2年（1574年）の高天神城の戦いにて、徳川方の陣として使用されたことにより、兵火で焼失。
その後、徳川家康の支援により、相良大沢に再建させ、本尊阿弥陀如来、今川義元伝来の明朝の皿を寄進し、「本楽院大澤寺」を名のらせた。
現在の本堂は、田沼意次失脚ののちに破却された相良城の材の一部を流用して再建している。

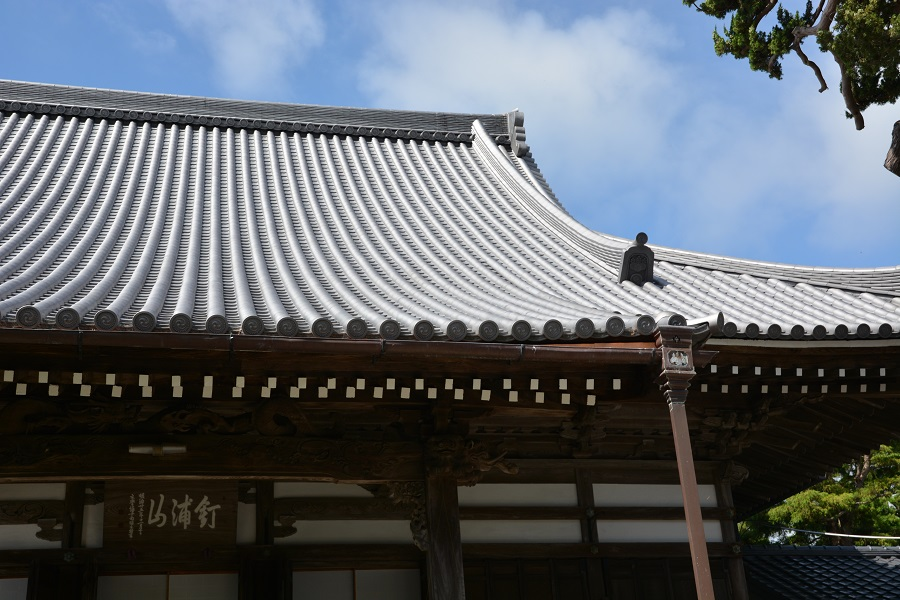
山号の釘浦山（ていほざん）
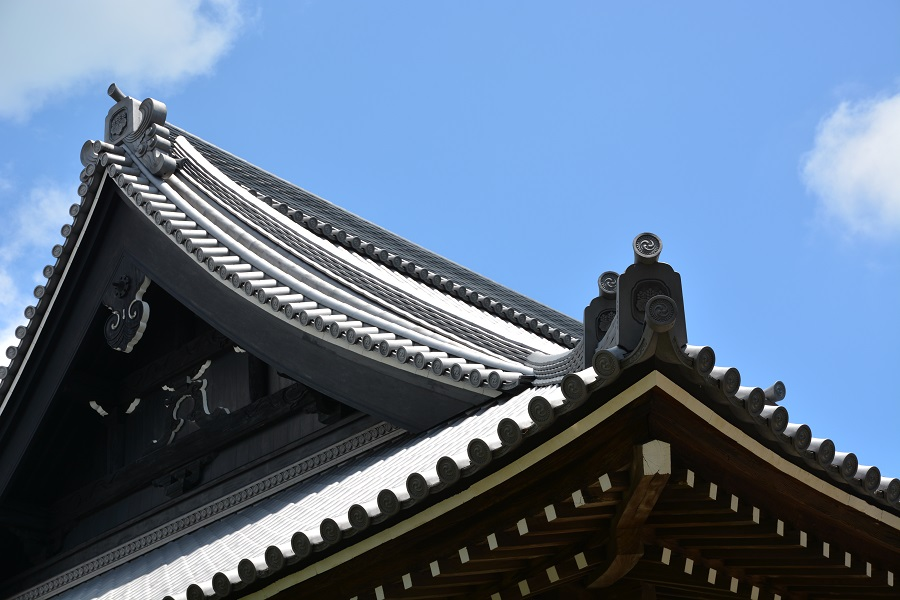
大澤寺本堂
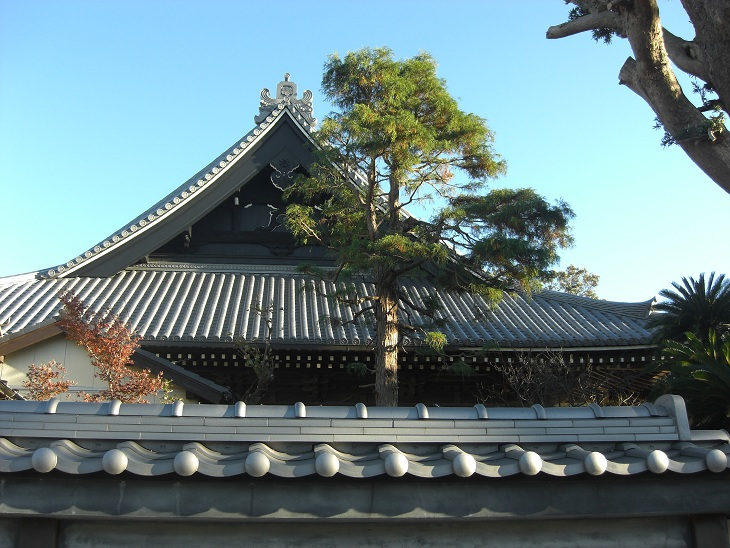
大澤寺本堂
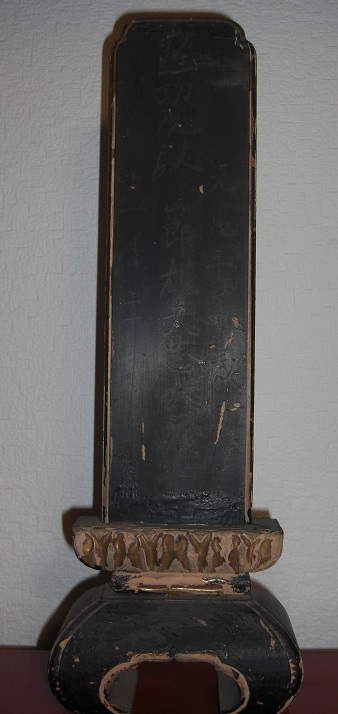
成瀬 藤蔵 正義位牌